# Michael Heck (Basketballspieler)
Michael Heck (* 1. April 1971 in Ludwigsburg) ist ein deutscher Basketballspieler.

## Laufbahn
Heck spielte Anfang der 1990er Jahre für die BG Ludwigsburg in der Basketball-Bundesliga, nach einem Abstecher zum SV 03 Tübingen kehrte er 1993 nach Ludwigsburg zurück. Mit der Mannschaft sammelte der 1,93 Meter große Flügelspieler auch Erfahrung im Europapokal.
1996 verließ Heck die Ludwigsburger und stand in der Saison 1996/97 für den USC Heidelberg in der 2. Basketball-Bundesliga auf dem Feld, ehe er 1997 wieder nach Ludwigsburg ging, die Mannschaft spielte mittlerweile in der zweiten Liga.
Von 1998 bis 2000 verstärkte Heck die BG Karlsruhe in der zweiten Liga, 2000 ging er zum TSV Crailsheim und stieg mit den Hohenlohern im Frühling 2001 in die zweite Liga auf. Er spielte zunächst bis 2002 in Crailsheim, dann zu Saisonbeginn 2002/03 wieder für die BG Karlsruhe, wechselte im Laufe der Spielzeit aber nach Crailsheim zurück. Seine zweite Crailsheimer Amtszeit dauerte bis Dezember 2005, als er den Zweitligisten verließ und zum Regionalligisten Schwenningen wechselte. Bis 2008 blieb er dort und war ab der Saison 2006/07 als Spielertrainer tätig.
Nach einem Jahr beim Regionalligisten MTV Stuttgart (2008/09) ging er zur Saison 2009/10 abermals nach Crailsheim und lief fortan jahrelang für die zweite Herrenmannschaft des Vereins auf. Im Dezember 2015 kam es zur Trennung. 2016 ging Heck zur TSG Schwäbisch Hall (2. Regionalliga), nachdem er zuvor kurzzeitig beim TSV Kupferzell war.
Neben seinen Stationen als Spieler (teils Spielertrainer) war Heck, der hauptberuflich als Fräser arbeitet, auch als Trainer, unter anderem im Jugendbereich, tätig. Beim Basketballverband Baden-Württemberg übernahm er das Amt des Bezirkstrainers. In Schwäbisch Hall spielte sein Sohn Moritz Heck in der 2. Regionalliga unter ihm als Spielertrainer.